# José Moreno Villa

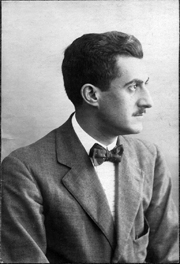
José Moreno Villa

José Moreno Villa (n. 16 februarie 1887 la Málaga - d. 25 aprilie 1955 la Ciudad de México) a fost un poet spaniol și membru al grupării Generația lui 27.
În 1939 a plecat în Mexic în exil voluntar.
A fost profesor la unele universități din SUA și Mexic.
Exponent al poeziei moderne spaniole, a scris o lirică de sorginte simbolistă, cu trăsături ale poeziei pure, de noutate tematică și tehnică, accentuând nota ironico-umoristică într-un limbaj cotidian, prozaic.

## Scrieri
- 1913: Garba;
- 1914: El pasajero ("Trecătorul");
- 1918: Evoluciones ("Evoluții");
- 1924: Colección de poesías ("Culegere de poezii");
- 1924: La comedia de un tímido ("Comedia unui timid"), comedie;
- 1928: Pruebas de New York ("Probele New Yorkului"), eseuri;
- 1929: Jacinta la pelirroja ("Jacinta roșcovana");
- 1931: Carambas ("Invective");
- 1940: Cornucopia de México ("Belșugul Mexicului");
- 1942: Le noche del verbo ("Noaptea verbului");
- 1944: Vida en claro ("Viață dezvăluită"), memorialistică;
- 1947: Puerta severa ("Poartă severă").